# Calvaire de la croix de Lochrist
Pour les articles homonymes, voir Calvaire de la Croix.
Le calvaire de la croix de Lochrist est un calvaire situé près de la chapelle du lieu-dit « Lochrist », commune d'Inguiniel, dans le Morbihan.

## Historique
Le calvaire de la croix de Lochrist fait l’objet d’une inscription au titre des monuments historiques depuis le 17 mai 1933.